# ZBTB48
ZBTB48‏ (Zinc finger and BTB domain containing 48) هوَ بروتين يُشَفر بواسطة جين ZBTB48 في الإنسان.